# Telly Lockette
Telly Lockette (Miami, Florida, 1974. március 2. –) amerikai amerikaifutball-játékos és -edző, 2025-től a Southern Miss Golden Eagles running backjeinek edzője.

## Játékosként
1993 és 1997 között az Idaho State Bengals játékosaként kétszer nyerte el az All-Big-Sky elismerést. 2013-ban a Bengals dicsőségcsarnokának tagja lett.

## Edzőként
2003 és 2012 között középiskolai edzőként dolgozott, majd 2012 és 2014 között a South Florida Bulls, 2015 és 2017 között pedig az Oregon State Beavers running backjeinek edzője volt. A 2018–2019-es szezonban a Florida State Seminoles tight endjeinek edzőjeként munkatársa volt egykori játékosa, Willie Taggart.
2021 és 2024 között a Marshall Thundering Herd running backjeinek edzője volt, majd a 2024-es szezonban társult vezetőedző lett; december 8-án Charles Huff lemondása miatt ideiglenes vezetőedzővé nevezték ki.
2025 januárjától a Southern Miss Golden Eagles running backjeinek edzőjeként újra Charles Huffal dolgozik együtt.

## Fordítás
- Ez a szócikk részben vagy egészben  a   Terry Lockette című angol Wikipédia-szócikk ezen változatának fordításán alapul.  Az eredeti cikk szerkesztőit annak laptörténete sorolja fel. Ez a jelzés csupán a megfogalmazás eredetét és a szerzői jogokat jelzi, nem szolgál a cikkben szereplő információk forrásmegjelöléseként.